# Vad min Gud vill, det alltid sker
Vad min Gud vill, det alltid sker är en gammal tysk psalm Was mein Gott will, das g'scheh allzeit i fem verser skriven av hertig Albrekt av Preussen ca 1554 men översattes till svenska redan 1601 och bearbetades 1793 av Eric Michael Fant. I 1819 års psalmbok står författaren endast som "Tysk förf, 1500-tal" och Albrecht finns ej med i författarregistret. I 1937 års psalmbok omnämns författaren med namn.
Psalmen inleds 1695 med orden:
Hwad min Gudh wil altijd thet skeer
Hans wilje är then bäste
Melodin är en fransk världslig visa Il me souffit de tous mes maulx komponerad av Claudin de Sermisy, tryckt 1528 i hans sångbok Trente et quatre chansons musicales a quatre parties. Den användes för första gången i ett sakralt sammanhang i melodin till den 128:e psalmen i Souterliedekens, tryckt 1540 i Antwerpen, baserad på Psaltaren 129. Det är detta datum som uppges i 1937 års psalmbok. Melodin används även till psalmerna Min Gud, på dig förtröstar jag (1695 nr 70, 1937 nr 312), Allt arbet är ju fåfängt här (1695 nr 97) och Vad Gudi täckes, är mig täckt (1695 nr 265, 1937 nr 328).

## Publicerad i
- Göteborgspsalmboken under rubriken "Om Tröst i Bedröfwelse".[1]
- 1695 års psalmbok som nr 262 under rubriken "Om Tolamod och Förnöijelse i Gudi".
- 1819 års psalmbok som nr 251 under rubriken "Kristligt sinne och förhållande - I allmänhet: Förhållandet till Gud: Glädje i Gud och förnöjsamhet med hans behag under alla skiften".
- 1937 års psalmbok som nr 325 under rubriken "Trons glädje och förtröstan".